# Diptychus
Diptychus es un género de peces de la familia de los Cyprinidae, consistente en dos especies de Asia. El nombre se deriva de las palabra del Griego di, que significa "dos" y ptyx, que significa "plegar".

## Especies
- Diptychus maculatus Steindachner, 1866
- Diptychus sewerzowi Kessler, 1872[1]